# ジョン・ペイン
ジョン・ペイン（John Payne, 1912年5月23日 - 1989年12月6日）は、アメリカ合衆国の俳優、ミュージカル歌手。バージニア州ロアノーク出身。

## 来歴
アメリカ・バージニア州の裕福な家庭に生まれる。1930年の秋にコロンビア大学に入学し、演劇を専攻する。同時期にジュリアード音楽院で声楽を専攻する。その後、1936年にサミュエル・ゴールドウィンから契約の申し出があり、ニューヨークを離れてハリウッドへ旅立つ。1940年に20世紀FOX社と契約を交わし、『銀嶺セレナーデ』(1941年)等の1940年代初めの20世紀FOX社製作のミュージカル映画に出演し、名声を博した。
以降、ハリウッドにおいて西部劇、活劇、並びにフィルム・ノワールを中心とした映画作品でハンサムなタフガイとして活躍した。

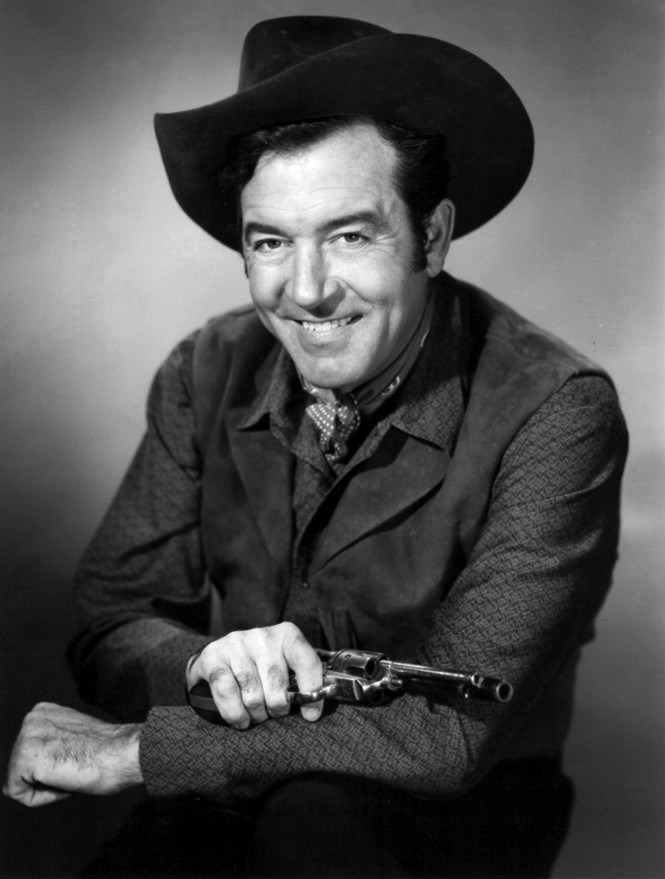
1957年のジョン・ペイン

1975年に放送された『刑事コロンボ』<忘れられたスター>で、ジャネット・リーが演じた犯人の往年のミュージカル映画スターのパートナーとして出演したのを最後に引退し、1989年12月6日に心不全によりマリブで死去した。満77歳没。

## 主な出演作品

### 映画
- 『孔雀夫人』- Dodsworth (1936年)
- 『ティン・パン・アレー (1940年の映画) （英語版）』（日本未公開作品）- Tin Pan Alley (1940)
- 『銀嶺セレナーデ（英語版）』- Sun Valley Serenade (1941)
- 『追想 (1941年の映画)（英語版）』- Remember the Day (1941)
- 『トリポリ魂 海兵隊よ永遠なれ（英語版）』（日本未公開作品）- To the Shores of Tripoli (1942) ※DVD発売
- 『ロッキーの春風』- Springtime in the Rockies (1942)
- 『ドリー・シスターズ』（日本未公開作品）- The Dolly Sisters (1945) ※DVD発売
- 『センチメンタル・ジャーニー』- Sentimental Journey (1946)
- 『剃刀の刃』- The Razor's Edge (1946)
- 『三十四丁目の奇蹟』- Miracle on 34th Street (1947)
- 『熱風の町』- El Paso (1949)
- 『銃弾都市（英語版）』- The Crooked Way (1949)
- 『南シナ海 (1950年の映画)（英語版）』- Captain China (1950)
- 『大城塞』- Tripoli (1950)
- 『燃える森林（英語版）』（日本未公開作品）- The Blazing Forest (1952)
- 『カリブの海賊 (1952年の映画)（英語版）』（日本未公開作品）- Caribbean Gold (1952)
- 『アリバイなき男（英語版）』- Kansas City Confidential (1952)
- 『南部魂は消えず（英語版）』（日本未公開作品）- The Vanquished (1953)
- 『ギャングを狙う男（英語版）』- 99 River Street (1953)
- 『縄張を荒すな（英語版）』- Rails Into Laramie (1954)
- 『逮捕命令（英語版）』- Silver Lode (1954)
- 『対決の一瞬（英語版）』- Tennessee's Partner (1955)
- 『デンヴァーへの道（英語版）』- The Road to Denver(1955年)
- 『サンタフェへの道』- Santa Fe Passage (1955)
- 『悪の対決（英語版）』- Slightly Scarlet (1956)
- 『成層圏脱出（英語版）』- Bailout at 43,000 (1957)

### TVドラマ
- 『刑事コロンボ』<忘れられたスター> - Columbo : Forgotten Lady (1975)